# Campagne Pastré
La Campagne Pastré est un parc public de 112 hectares, situé dans le 8e arrondissement de Marseille, à proximité de la route qui mène de La Pointe Rouge aux Goudes. C'est un espace de verdure qui alterne les zones où la végétation méditerranéenne pousse librement et de manière quasi sauvage, et des zones plus structurées, paysagées et équipées. Diverses activités sont offertes aux promeneurs : un parcours de santé, de l'acro-branches, un centre équestre ou des manèges pour les jeunes enfants. On trouve au cœur de ce parc trois bastides construites au XIXe siècle : le château Pastré, qui a abrité l'ancien Musée de la faïence, le château Estrangin et le château Sanderval.
Entre 1966 et 1987 sous la mandature de Gaston Defferre, la Campagne Pastré a été progressivement rachetée par la Ville de Marseille à la Comtesse Lily Pastré et ses descendants. Lily Pastré, mécène, avait protégé de nombreux artistes menacés dans son château sous l'Occupation.

## Histoire

### La naissance du domaine Pastré
En 1836, Eugénie Pastré (née Gautier) achète une propriété de sept hectares, en bordure du chemin de la Madrague, au négociant Marie-Louis Quinon pour 31 500 francs. Pour la veuve Pastré, le domaine présente de nombreux avantages : des arbres fruitiers parmi les vignes, un puits alimentant un bassin d'arrosage, une bastide de 90 mètres carrés, un parc "entièrement clos de mur".
La récente propriété Pastré est mitoyenne à celle de la famille Clary, à qui Eugénie Pastré achète en août 1839 les 13,5 hectares appartenant aux quatre enfants d'Étienne François Clary, demi-frère de la reine de Suède. L'expansion foncière ne s'arrête pas là, se poursuivant entre 1840 et 1847 : vers le nord, une petite parcelle de 0,3 hectare, permettant une entrée directe sur le chemin de la Madrague, et vers le sud deux terres couvrant ensemble 2,5 hectares ainsi qu'un terrain de 5 hectares provenant de la famille Massy. Une véritable stratégie famille se met en place. En 1844, Eugène et Jules Pastré enlèvent aux enchères les cinq hectares supplémentaires de la propriété dite Mont-Pinet, au sud de l'ensemble réuni par leur mère.